# Gottfred Borghammer
Gottfred Borghammer (13. april 1909 i Stavanger – 2003) var en norsk forfatter. Borghammer skrev i alt 17 bøger med udgangspunkt i lokalhistorie fra Stavanger. Flere af bøgerne er selvbiografiske. Han udgav de fleste af dem på eget forlag.

## Eksterne links
- Gottfred Borghammer Arkiveret 30. april 2011 hos  Wayback Machine biografi
- Årets Stavangerforfatter 2006 (Webside ikke længere tilgængelig) kort biografi